# Cellula staminale da villo coriale
I villi coriali contengono cellule staminali fetali multipotenti.
Le cellule staminali dei villi coriali sono staminali mesenchimali con prospettive applicative in medicina rigenerativa, avendo buone capacità riproduttive e ottima stabilità genomica.
È possibile conservare ad uso autologo le cellule staminali presenti in un frammento dei villi coriali prelevati durante l'esecuzione della villocentesi oppure da un frammento di placenta prelevato subito dopo il parto.
Come le cellule staminali amniotiche, anche quelle dei villi coriali non sono staminali embrionali, né sono classificabili come cellule adulte: conservano infatti capacità riproduttive tipiche delle embrionali unite alla stabilità genomica delle adulte ed all'assenza di complicazioni etiche